# Lambiheu Siem
Lambiheu Siem is een bestuurslaag in het regentschap Aceh Besar van de provincie Atjeh, Indonesië. Lambiheu Siem telt 637 inwoners (volkstelling 2010).